# Andrzej Maksymilian Fredro
Andrzej Maksymilian Fredro (Przemyśl, 1620 circa – Przemyśl, 25 aprile 1679) è stato un nobile polacco.

## Biografia
Nel 1637, Fredro intraprese gli studi presso l'Accademia di Cracovia. Iniziò la sua carriera politica nel 1646, per la prima volta partecipando all'assemblea generale. Nel 1647, Fredro fu eletto alla commissione che deliberò sulle questioni di confine tra Polonia e Ungheria. Partecipò anche alla convocazione del convento nel 1648. Nel 1649, sostenne il numero di cento soldati nella battaglia di Zborow. Negli anni 1648-1651 ricoprì il grado di maresciallo del consiglio regionale, e anche inviato al Sejm. Nel 1651 fu inviato dal re al principe Transilvania, Giorgio II Rákóczi.
Nel suo scritto politico, Fredro sostiene che il Liberum veto è necessario per una repubblica grande come la Confederazione polacco-lituana.
Durante il Diluvio Fredro rimase fedele a Giovanni II Casimiro di Polonia. Nel 1658, su richiesta della nobiltà russa, Fredro rilevò la gestione dei lavori di fortificazione a Przemyśl, ottenendo, tra gli altri, il diritto di espropriare. Nello stesso anno, fondò una miniera di sale a Kormanice, che funzionò fino al 1773. Dopo l'invasione di Giorgio II Rákóczi, ricostruì il castello di Kormanice. Nel 1665 fondò il Calvario Pacławska.
Negli anni settanta limitò la sua attività politica. Nel 1671 riprese la fortificazione di Przemyśl. Nel 1678 divenne membro del consiglio del corpo del re. Morì il 15 giugno 1679 e il suo corpo fu sepolto nella cripta della Chiesa Riformata a Przemyś.

## Opere
- Gestorum Populi Poloni sub Henrico Valesio (1652)
- Przysłowia mów potocznych (1658)
- Scriptorum seu togae et belli notationum fragmenta (1660)
- Monita politicomoralia    (1664)
- Militarium seu axiomatum belli (1668)
- Epistola ad amicum (1669)
- Vir Consilii (1730, postumo)